# 아미노페니실린

아미노페니실린의 일반적 구조

암피실린

아미노페니실린(aminopenicillins)은 페니실린 계열 항생제들의 한 종류로, 벤질페니실린의 2-아미노 유도체인 암피실린의 구조유사체이다. 다른 베타-락탐 계열 항생제와 마찬가지로 베타-락탐 고리를 가지고 있으며 베타-락탐 고리가 항균 활성에 중요한 역할을 한다.
아미노페니실린은 양전하를 띠는 아미노기가 특징으로, 이 아미노기 덕에 세균의 포린 통로로 더 잘 흡수된다. 그러나 세균의 베타-락타메이스로 인한 항생제 내성을 극복하지는 못한다. 암피실린, 아목시실린, 바캄피실린이 아미노페니실린에 속한다.

## 같이 보기
- 광범위 페니실린
- 카복시페니실린
- 베타-락타메이스 억제제